# Elk (Missouri-Oklahoma)
Pour les articles homonymes, voir Elk.
La rivière Elk est un cours d'eau et un affluent de la rivière Neosho dans les États américains du Missouri et de l'Oklahoma.

## Géographie
La rivière Elk prend sa source par deux bras distincts, le Big Sugar Creek et le Little Sugar Creek qui se rejoignent au niveau de la ville de Pineville dans le comté de McDonald. La rivière Elk traverse ensuite la localité de Noel. Le cours d'eau entre, plus loin vers l'Ouest, dans l'État de l'Oklahoma dans le comté de Delaware. La rivière se jette ensuite dans le Grand lac des Cherokees formé par le barrage situé en aval de la rivière Neosho.